# Asesinato de Jill Meagher
Jill Meagher (Drogheda, Irlanda; 30 de octubre de 1982 - Melbourne, 22 de septiembre de 2012) fue una mujer irlandesa de 29 años residente en Australia que fue violada y asesinada mientras regresaba a casa desde un pub de Brunswick, un suburbio interior de la ciudad de Melbourne, en la madrugada del 22 de septiembre de 2012.
Su caso fue clasificado inicialmente como el de una persona desaparecida, ya que no había regresado a casa con su marido, Tom Meagher. Pero pronto se convirtió en una investigación por homicidio. Su desaparición atrajo la atención generalizada de los medios de comunicación y la revisión de las imágenes de cámaras de videovigilancia de la zona de su desaparición. Su cuerpo fue descubierto seis días después cerca de Gisborne Sur, a unos 50 kilómetros al norte de Brunswick.
Adrian Ernest Bayley se declaró culpable de su violación y asesinato en abril de 2013. Fue condenado a cadena perpetua con un periodo de 35 años sin libertad condicional. Su intento de apelar su condena mínima, en septiembre de ese mismo año, no tuvo éxito. En mayo de 2015, fue condenado a otros 18 años y su periodo de no libertad condicional se amplió de 35 a 43 años por otras tres condenas por violación. En julio de 2016, la condena se redujo a 40 años, descontando tres años de la pena, con lo que Bayley podría optar a la libertad condicional en 2055.

## Víctima
Nació en octubre de 1982 en Drogheda, ciudad irlandesa ubicada en el condado de Louth, del corredor Dublín-Belfast. Pasó su primera infancia en el pueblo de Termonfeckin, al norte de Drogheda. La familia se trasladó a Australia cuando su padre, George McKeon, consiguió un trabajo en Perth. Durante su estancia en la ciudad, asistió a la Bull Creek Primary School y al Rossmoyne High School antes de regresar a Irlanda con su familia en 1996. De vuelta a Irlanda, asistió a la Drogheda Grammar School y al St Oliver's Community College de la misma ciudad antes de licenciarse en Filosofía y Letras por el University College de Dublín. Tras graduarse, trabajó para la cadena nacional irlandesa RTÉ.
Meagher no se trasladó oficialmente a Australia hasta 2009, después de conocer y casarse con Tom Meagher en Irlanda en 2008. Tras llegar a Australia, se instaló en Melbourne y empezó a trabajar para la Australian Broadcasting Corporation (ABC). Se mantenía en contacto con sus padres, que para entonces vivían de nuevo en Perth (Australia Occidental). En septiembre de 2012, había regresado a Melbourne tras visitarlos debido a que su padre tuvo un ataque de mala salud.
Meagher trabajaba para la ABC en un puesto administrativo y ocasionalmente en antena en ABC Radio Melbourne.

## Desaparición
Tras salir del trabajo el 21 de septiembre de 2012, Meagher fue con compañeros de trabajo de ABC Melbourne al bar Brunswick Green en Sydney Road, en Brunswick, para más tarde trasladarse al Bar Etiquette (también en Sydney Road). Salió del bar alrededor de la 1:30 de la madrugada y comenzó el corto camino de vuelta a casa.
Mientras caminaba hacia su residencia, Meagher llamó a su hermano, Michael McKeon, y habló con él brevemente sobre su padre. Más tarde, en su piso, su marido se despertó al darse cuenta de que no estaba en casa y empezó a buscarla. Al no poder encontrarla ni ponerse en contacto con ella por teléfono, llamó a la policía.
En los días posteriores a su desaparición, los compañeros de Meagher en ABC utilizaron la red social Twitter para ayudar en su búsqueda. El 23 de septiembre se creó una página de Facebook (luego cerrada) con la esperanza de encontrarla con vida. También se lanzó una campaña de carteles de búsqueda. Cinco días después, la página había recibido más de 100 000 «me gusta». El público pronto se enteró de la desaparición, a través del creciente número de informes de los medios de comunicación pero también de la difusión en las redes sociales.
El 24 de septiembre, la policía encontró el bolso de Meagher en un callejón cerca de Hope Street, en Brunswick. Estaba cerca de donde vivía. La policía sospechaba cómo había llegado allí, ya que la zona había sido registrada previamente.
Apenas 24 horas más tarde, las autoridades difundieron un vídeo de circuito cerrado de televisión (CCTV), proporcionado a las autoridades por una empleada de Duchess Boutique, una tienda de novias situada en Sydney Road, cerca de Hope Street. Había sido grabado desde la cámara en el interior de la tienda, pero tenía una vista limitada de la calle a través de sus ventanas delanteras. En ella se la ve hablando con un hombre vestido con una sudadera azul alrededor de la 1:42 de la madrugada [visión de derecha a izquierda] en que desapareció. En un momento dado, ella le apunta con su teléfono móvil. El hombre también había sido filmado cuatro minutos antes [visión de izquierda a derecha y posteriormente de regreso a la izquierda] en la puerta de la tienda. Esta fue la última vez que Meagher fue grabada por una cámara.

## Investigación, detención, declaración de culpabilidad y otras consecuencias jurídicas

### Adrian Ernest Bayley
La investigación policial contó con la ayuda del vídeo de CCTV de Duchess Boutique, así como de vídeos de CCTV tomados en otros lugares y del seguimiento de los movimientos del teléfono móvil de Meagher.
La brigada de homicidios se hizo cargo del caso el 24 de septiembre. Antes de recibir el vídeo de la tienda de novias, el 25 de septiembre, registraron minuciosamente el piso de los Meagher y se llevaron algunas pertenencias, incluido su coche, para realizar pruebas. Tras recibir el vídeo, la atención se centró en buscar al hombre de la sudadera con capucha azul, aunque el 25 de septiembre por la noche se llevó a cabo un segundo registro del piso de los Meagher y se retiraron más objetos para someterlos a pruebas.
Hacia las 14:30 horas del 27 de septiembre, la policía detuvo a Adrian Ernest Bayley, por entonces de 41 años, en su domicilio de Coburg, y le interrogó. Resultó que él era el hombre de la sudadera con capucha azul. Durante el interrogatorio, Bayley acabó derrumbándose y admitiendo que la había estrangulado con las manos en una callejuela de Hope Street, en Brunswick. Después la había enterrado.
Alrededor de las 22 horas del 27 de septiembre, Bayley condujo a la policía hasta el lugar donde estaba enterrado el cuerpo de Meagher en una fosa poco profunda en Black Hill Road, cerca de Gisborne South. La habían estrangulado manualmente después de violarla.
Bayley fue acusado de violación y asesinato sobre las dos de la madrugada del 28 de septiembre y, tras una vista fuera de las sesiones a las tres de la madrugada que duró unos 90 segundos, quedó en prisión preventiva a la espera de juicio. Durante su detención, intentó suicidarse.
La detención de Bayley y el hallazgo y exhumación del cadáver de Meagher generaron una considerable reacción de los medios de comunicación y de la opinión pública, especialmente cuando pronto se supo que Bayley ya estaba en libertad condicional por una serie de delitos sexuales. En enero de 2013, en una vista previa a la sentencia, se programó el inicio de un juicio de dos días de duración en el Tribunal de Magistrados de Melbourne para el 12 de marzo de 2013. El 5 de abril, se declaró culpable de la violación y asesinato de Meagher. El 26 de abril, se declaró inocente de otras agresiones sexuales en Melbourne que se remontaban al año 2000. Bayley compareció ante el tribunal el 11 de junio para una audiencia previa a la sentencia.
En la fecha de la audiencia previa a la sentencia, el juez Geoffrey Nettle también levantó una orden de supresión que permitía revelar el «extenso historial de violaciones y violencia» de Bayley, lo que también generó titulares.
El 19 de junio de 2013, ante una galería pública abarrotada en el Tribunal Supremo de Victoria, Bayley fue condenado por el juez Nettle a cadena perpetua con un periodo de 35 años sin libertad condicional.
En septiembre de 2013, Bayley presentó un recurso contra su sentencia a través de Victorian Legal Aid. El recurso argumentaba que la condena mínima era demasiado larga y que no había sentido un «placer pervertido» al asesinar a Meagher, como afirmó el juez Nettle. El 26 de septiembre de 2013, la apelación fue desestimada en menos de 10 minutos tras «escuchar los argumentos de los abogados de ambas partes a lo largo de [aproximadamente una hora y media]» «durante los días previos».
En marzo de 2015, Bayley había sido declarado culpable de otras tres violaciones, cometidas antes de matar a Meagher, en tres juicios distintos celebrados en 2014 y 2015. Las víctimas, dos prostitutas y un mochilero neerlandés, denunciaron los hechos debido a la gran publicidad que recibieron la violación y el asesinato de Meagher. Para entonces, ya había sido condenado por delitos sexuales contra doce personas.
Más tarde, en mayo de 2015, Bayley fue condenado a otros 18 años por la jueza Sue Pullen del Tribunal del Condado, y su período de no libertad condicional se amplió de 35 a 43 años.
El 25 de junio de 2015, Bayley presentó un recurso contra dos de las tres condenas y el período ampliado de no libertad condicional recibido en mayo de 2015.
En julio de 2016, Bayley presentó un recurso contra una condena por violación y se le concedió una reducción de tres años de su condena, lo que le permite optar a la libertad condicional en 2055, a los 83 años.
El abogado de Bayley declaró ante el tribunal que a Bayley se le había diagnosticado un trastorno límite de la personalidad y dependencia del alcohol. También se dijo que había sufrido abusos físicos por parte de su padre y abusos sexuales por parte de una pariente mayor.

### Otras consecuencias jurídicas

#### Redes sociales
Después de que Bayley fuera acusado de violación y asesinato en septiembre de 2012, los usuarios de Facebook crearon páginas sobre el caso, algunas de las cuales eran abiertamente hostiles a Bayley. La policía de Victoria intentó, inicialmente sin éxito, que se eliminaran estas páginas. A raíz de la respuesta de las redes sociales, el primer ministro de Victoria, Ted Baillieu, sugirió que podría ser necesario reformar la ley para evitar que la creciente cobertura de las redes sociales en estos casos perjudicara a los jurados.
El papel de las redes sociales en casos como el de la muerte de Meagher sigue siendo motivo de preocupación en los círculos jurídicos.

#### Leyes de libertad condicional
A finales de junio de 2013, hubo un endurecimiento sustancial de las leyes de libertad condicional de Victoria, que se produjo como resultado directo de las mujeres como Meagher fueron atacados y asesinados por personas en libertad condicional. Por ejemplo, si se viola la libertad condicional, entonces las penas de hasta tres meses de prisión y una multa de hasta 4 200 dólares australianos pueden resultar. Ahora la policía puede actuar formalmente si un preso en libertad condicional la incumple, y los delincuentes violentos volverán automáticamente a la cárcel si el incumplimiento es grave.
El entonces primer ministro de Victoria, Denis Napthine, comentó en junio de 2013: «No hay duda de que el sistema le falló a Jill Meagher. Con los cambios que ya hemos introducido, el infractor habría vuelto a la cárcel, no a la calle. Nuestras medidas son lo mínimo que podemos hacer para intentar que esto no vuelva a ocurrir nunca más».

## Reacción pública
La reacción pública a la desaparición de Meagher y al descubrimiento de su cuerpo fue muy amplia.

### Misa carcelaria
Un primer indicio de la reacción fueron los informes de los medios de comunicación sobre la asistencia de 40 reclusos del Centro de Prisión Preventiva Metropolitano a una misa de réquiem por Meagher dirigida por el capellán de la prisión, el padre Joe Caddy, el 28 de septiembre. Esto había sucedido poco después de la llegada de Bayley a la Prisión Metropolitana de Evaluación en Spencer Street, en Melbourne.

### Reacción de los colegas de ABC
El 28 de septiembre, poco después del descubrimiento del cuerpo de Meagher, una bandera australiana y una bandera de la ABC en los estudios de Southbank fueron arriadas a media asta durante todo el día.
También se publicó un comunicado sobre Meagher en el sitio web de la ABC. Decía, en parte: «Jill era un miembro muy querido de la familia de Radio Local. Era ingeniosa, inteligente y una gran compañía. Sus amigos y compañeros de la ABC la echarán mucho de menos. Este trágico desenlace sin duda pesará mucho sobre ellos, y se les apoyará en estos oscuros momentos. Agradecemos a la policía su dedicación a la investigación y a nuestros colegas de los medios de comunicación su apoyo. También [nos gustaría] agradecer a nuestros oyentes y al público en general su abrumadora amabilidad y aliento durante la semana pasada».

### Reacción en las redes sociales
Miles de comentarios de dolor y simpatía públicos, así como otros agresivos hacia Bayley, aparecieron en las redes sociales como Facebook y Twitter. Alrededor de 600 mensajes de condolencia aparecieron en la página de Facebook en tan solo un día, así como 12 millones de líneas de tiempo de Twitter hicieron referencia a Meagher.

### Flores y vigilias
Miles de ramos de flores comenzaron a aparecer en numerosos lugares relacionados con Meagher, sobre todo en el exterior de la tienda Duchess Boutique y en la cercana iglesia baptista de Brunswick, esta última cerca del lugar de su desaparición. Otros lugares fueron su domicilio en Brunswick y el lugar de Gisborne South donde Bayley enterró el cuerpo. Algunos de estos ramos aparecieron allí durante el tiempo que Meagher estuvo desaparecida, pero su número aumentó bruscamente tras la noticia del hallazgo de su cadáver el 28 de septiembre.

### Confusión de identidad
Poco después de la detención de Bayley, un tal Andrew Bayley de Coburg, cuyo nombre (que figuraba como A. Bayley), dirección y número de teléfono aparecían en las Páginas Blancas, comenzó a recibir llamadas telefónicas abusivas de personas que creían que era Adrian Bayley. También recibió consultas de los medios de comunicación irlandeses. Esta situación cesó tras la publicidad que se dio a su situación.

### Marchas conmemorativas
Una marcha pública, organizada por el fotógrafo de Melbourne Phillip Werner, tuvo lugar el 30 de septiembre de 2012, dos días después del descubrimiento y recuperación del cuerpo de Meagher. Aproximadamente 30 000 personas caminaron a lo largo de Sydney Road en su memoria. La marcha también simbolizó preocupaciones más amplias sobre la violencia contra las mujeres, con el consiguiente debate en páginas web sobre temas de actualidad.
Otra marcha en reacción a la muerte de Meagher, a veces confundida con la de Werner, tuvo lugar el 20 de octubre de 2012. Esta fue organizada por el movimiento «Reclaim the Night» y contó con la participación de aproximadamente 3 000 personas.

### Funeral
En una declaración a los medios de comunicación, la familia de Meagher volvió a agradecer al público su apoyo. También pidieron que el público respetara su privacidad en el servicio funerario y la incineración posterior, que tuvieron lugar en el Fawkner Memorial Park de Melbourne el 4 de octubre de 2012. El cementerio permaneció cerrado durante todo el día y solo se permitió la entrada a los invitados, entre los que había agentes de policía y compañeros de ABC.
En Drogheda, la ciudad natal de Meagher, se celebró un servicio conmemorativo informal en el St Oliver's Community College el 28 de septiembre de 2012, al que se dice que asistieron miles de personas.
Se celebró una misa formal en memoria de Meagher en la iglesia de San Pedro de Drogheda el 5 de octubre de 2012, poco después de su funeral e incineración en Melbourne.

## Hechos posteriores

### White Ribbon
El viudo de Meagher, Tom Meagher, abandonó Melbourne y regresó a su ciudad natal de Cabinteely, en Irlanda, en agosto de 2013. Regresó brevemente a Australia en noviembre de 2014 para promover el movimiento White Ribbon (traducido como «lazo blanco»), una campaña para poner fin a la violencia contra las mujeres. En una entrevista concedida al Irish Echo por esas fechas, afirmó que, desde la muerte de su esposa, lee a diario los escritos de Maya Angelou.

### Familia de Meagher
El padre de Meagher, George McKeon, atrajo titulares en 2013 sobre los problemas financieros y de salud que estaba experimentando.

### Aniversarios
El 29 de septiembre de 2013 tuvo lugar una nueva marcha de seguimiento similar a la de septiembre de 2012, también organizada por Phillip Werner y que conmemoraba el primer aniversario de la muerte de Meagher. La participación fue menor que en 2012, pero aun así participaron miles de personas.
Los aniversarios de la muerte de Meagher también generaron titulares y declaraciones en los medios de comunicación.

### Presentación policial
En noviembre de 2013, hubo controversia cuando un detective sargento mayor de la Policía de Victoria mostró una fotografía del cuerpo semidesnudo de Meagher en su tumba cerca de Gisborne Sur a una gran audiencia en una recaudación de fondos de la Fundación del Cáncer de Próstata de Australia como parte de una charla de una hora sobre homicidios. Más tarde se supo que también lo había hecho varias veces en ocasiones anteriores. Más tarde, la policía se disculpó por el «desafortunado error» y el entonces primer ministro de Victoria, Denis Napthine, también intervino con críticas y una disculpa. El propio detective se disculpó y declaró que la exhibición de la fotografía contaba con el apoyo de la familia Meagher y que la fotografía se había exhibido muy brevemente.

### Derryn Hinch
El 17 de enero de 2014, el presentador de radio y televisión australiano Derryn Hinch comenzó a cumplir una condena de 50 días de prisión por incumplir la orden de supresión que estaba en vigor en el momento de la condena de Adrian Bayley en 2013. Hinch había intentado revelar el amplio historial de violaciones y otros delitos violentos previos de Bayley.